# Michael J. Hogan
Michael Joseph Hogan (ur. 22 kwietnia 1871 w Nowym Jorku, zm. 7 maja 1940 w Rockville Centre) – amerykański polityk, członek Partii Republikańskiej.

## Działalność polityczna
W okresie od 4 marca 1921 do 3 marca 1923 przez jedną kadencję był przedstawicielem 7. okręgu wyborczego w stanie Nowy Jork w Izbie Reprezentantów Stanów Zjednoczonych.